# آبشار اسنو کریک
آبشار اسنو کریک (به انگلیسی: Snow Creek Falls) آبشاری است که در پارک ملی یوسیمیتی، کالیفرنیا، ایالات متحده آمریکا واقع شده و ارتفاع کلی ریزشگاه آن 2،140 feet است.